# Jacques Thamin
Jacques Thamin est un joueur français de tennis né le 23 mai 1952 au Caire en Égypte, vainqueur du tournoi de Paris 1977 (ATP) en doub*********Il doit son titre en double en grande partie par l'utilisation de la raquette dite "Spaghetti" qui fit quelques dégâts sur le circuit pendant quelques semaines en 1977 avant d'être interdite, en effet son double cordage produisait des effets incontrôlables. Pour exemple : la plus grande série de victoires sans défaites sur le circuit toujours détenue par Guillermo Vilas fut sans doute interrompue par l'utilisation de cette raquette par Ilie Năstase.
Ramasseur de balles en 1962 à Roland Garros puis comme joueur en minimes en 1964 et aussi en vétéran.
De 2001 à 2015, il s'occupe des tennis de Pont Royal en Provence pour le compte de Pierres et Vacances.
De 2014, à 2018, il construit et gère le Tennis Belair dans le village Décathlon de Bouc Bel Air en Provence.
En 2019, il prend sa retraite à Peynier et intervient ponctuellement sur les installations municipales du Tennis Padel Club de Peynier. 

## Carrière
À Téhéran en 1973, il rencontre et perd contre un top 10, Rod Laver no 10 mondial.
À Madrid le 23 avril 1973, il perd en 1/4 de finale contre Ilie Năstase qui sera 4 mois plus tard le premier numéro 1 du tennis du classement ATP le 23 août 1973.
Sélectionné en équipe de France Juniors (Coupe Galéa : Coupe Davis des moins de 20 ans) en 1970, 1971 et 1972.
Finaliste de Wimbledon Juniors en 1969 contre John Alexander.
Demi-finaliste des Championnats de France en salle en 1969.
En 1967, il remporte les championnats de Paris Cadets contre Philippe Seghers, le tournoi du Figaro contre Christian Bîmes et le championnat de France Cadet contre François Mainetti.

## Palmarès

### Titre en double (1)
| No | Date       | Nom et lieu du tournoi | Catégorie | Dotation | Surface      | Partenaire                | Finalistes              | Score         |  |
| -- | ---------- | ---------------------- | --------- | -------- | ------------ | ------------------------- | ----------------------- | ------------- |  |
| 1  | 19-09-1977 | Coupe Porée Paris      |           | 50 000 $ | Terre (ext.) | Christophe Roger-Vasselin | Ilie Năstase Ion Țiriac | 6-2, 4-6, 6-3 |  |